# Język luhya
Język luhya – język z rodziny bantu, używany w Kenii i Ugandzie. Liczba mówiących sięga 4,5 mln. Dzieli się na kilka dialektów, niektórzy specjaliści uznają je za osobne języki.